# بهروز قمری تبریزی
بهروز قمری تبریزی (زادهٔ ۲۸ ژوئن ۱۹۶۰)، تاریخ‌دان، جامعه‌شناس و استاد ایرانی الاصل آمریکایی است. او برای آثارش در مورد انقلاب ایران و پیامدهای آن شناخته شده‌است. قمری تبریزی به عنوان استاد مطالعات خاور نزدیک و مدیر مرکز مطالعات ایران و خلیج فارس شارمین و بیژن مصور رحمانی در دانشگاه پرینستون فعالیت می‌کند.

## حرفه
قمری تبریزی پی‌اچ‌دی را در سال ۱۹۹۸ از دانشگاه کالیفرنیا، سانتا کروز دریافت کرد.
او در فوریه ۲۰۱۹ به دانشگاه پرینستون پیوست. او پیشتر استاد تاریخ و جامعه‌شناسی و اداره کننده مطالعات آسیای جنوبی و خاور میانه در دانشگاه ایلینوی در اربانا-شمپین بود. او در سال ۲۰۰۸ برنده بورسیه بکمن شد.

## انتشارات
- Ghamari-Tabrizi, Behrooz (1998). Islamism and the Quest for Alternative Modernities (dissertation). University of California, Santa Cruz.
- Ghamari-Tabrizi, Behrooz (2008). Islam and Dissent in Post-Revolutionary Iran: Abdolkarim Soroush and the Religious Foundations of Political Reform. International Library of Iranian Studies series. New York, NY: I.B. Tauris. ISBN 978-1-84511-880-8.
- Ghamari-Tabrizi, Behrooz (2016). Foucault in Iran: Islamic Revolution after the Enlightenment. Minneapolis, MN: University of Minnesota Press. ISBN 978-1-4529-5056-3.
- Ghamari-Tabrizi, Behrooz (2016). Remembering Akbar: Inside the Iranian Revolution. New York, NY: OR Books. ISBN 978-1-944869-03-8.